# 比勒库尔
比勒库尔（法語：Bullecourt，法語發音：[bylkuʁ]）是法国上法蘭西大區加来海峡省的一个市镇，属于阿拉斯区。

## 地理
比勒库尔（50°11'32"N, 2°55'40"E）面积6.43 平方千米，位于法国上法蘭西大區加来海峡省，该省份为法国北部沿海省份，西北濒北海，南至索姆省，东临北部省。
与比勒库尔接壤的市镇（或旧市镇、城区）包括：昂德库尔-莱卡尼库尔、诺勒伊、里安库尔-莱卡尼库尔、克鲁瓦西耶、埃库圣曼、方丹莱克鲁瓦西耶。

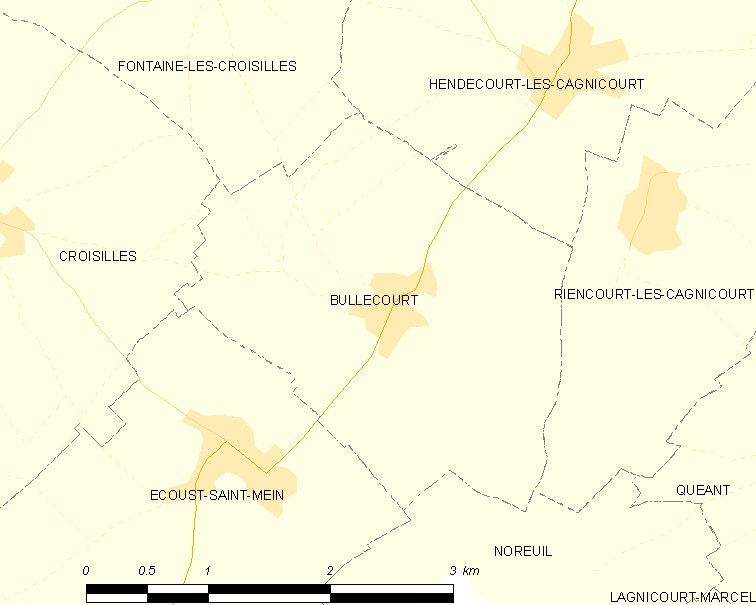
比勒库尔的OSM定位图

比勒库尔的时区为UTC+01:00、UTC+02:00（夏令时）。

## 行政
比勒库尔的邮政编码为62128，INSEE市镇编码为62185。

## 政治
比勒库尔所属的省级选区为巴波姆县。

## 人口

1962-2008年间比勒库尔人口变化图示

比勒库尔于2022年1月1日时的人口数量为227人。